# 鐵金剛勇破神秘島
《鐵金剛勇破神秘島》（英語：Dr. No）是一部於1962年上映的英國諜報電影，由泰倫斯·楊執導，哈利·薩爾茨曼與艾伯特·布洛克里擔任製片人，並由理查·麥鮑姆、約翰娜·哈伍德與伯克利·馬瑟編劇。該片的劇情根據伊恩·佛萊明所著的1958年小說《諾博士》改編，同時也是詹姆士·龐德系列電影中的首部作品。片中，詹姆斯·邦德（007）前去牙买加调查资深英国间谍消失一案，眾多线索把他带到朱利斯·诺博士密谋利用原子能无线电武器，扰乱美国早期载人航天发射的地下基地。
該片於牙買加及英格蘭取景。《鐵金剛勇破神秘島》以約100万美元的預算在全球進帳5,950萬美元的票房，可觀的票房收入使影片获得商業上的成功。尽管影片发行后获得毁誉参半的评价，但随着时间的推移被视为龐德电影的佳作。該片还催生出1960年代蓬勃发展的电影類型「秘密特務」。作为市场营销的一部分，該片还衍生出漫画书和原聲帶。莫里斯·班德在片中确立了邦德电影的标志：电影开头以枪管引出邦德和高度程序化的片头，美术指导肯·亚当精心设计的视觉风格，亦是邦德电影的标志之一。
尽管本片是首部翻拍成电影的邦德小说，但弗莱明的处女作并非《鐵金剛勇破神秘島》，而是《皇家赌场》。然而，这部电影也在小量地方觸及更早期小說中的情節。因該片在票房方面大獲成功，聯藝電影決定著手拍攝續集。續集《第七號情報員續集》於1963年10月11日在英國上映。

## 剧情
英國秘密情报局驻牙买加的情报员约翰·斯特兰韦斯伏击遇害，尸体被称为“三只老鼠”的三名刺客搬走。代号007的间谍情报员詹姆士·龐德奉上司M之命前去调查，确认是否与中央情报局（CIA）正调查卡纳维拉尔角发射火箭发射遭无线电干扰事件有关。
邦抵达金斯顿机场，就有一名女摄影师给他拍照。此时有两名男人跟踪邦，邦被认定为敌特的司机拉走。为了制服司机，邦命令他抄小路，短暂的缠斗后，邦想从司机处套出情报，最终司機用氰化物香烟自殺。
调查斯特兰韦斯家时，邦找到了斯特兰韦斯与一名船夫的合影，后来找到了这位叫夸瑞尔的船夫，但船夫不配合邦。邦认出夸瑞尔就是在机场跟着他的司机。邦跟踪夸瑞尔却被他连同朋友们反制，冲突终被在机场跟着邦的第二个人——CIA特工菲利克斯·莱德打断。他正好和邦在调查同一宗案件，而夸瑞尔则是雷特的助手。CIA已追踪到干扰美国火箭神秘电波来自牙买加，但间谍卫星无法测定确切位置。夸瑞尔表示他曾让斯特兰韦斯在周边的岛屿收集矿物样本，并透露诺博士隐居的蟹岛上有个铝土矿，岛上戒备森严，以防止外来入侵者。
邦再次调查斯特兰韦斯家时，找到一张教授R·J·邓特签署的岩石样本发票。邦随后找到教授，教授测定斯特兰韦斯找到的样品是普通岩石。教授对邦的来访十分谨慎，他乘船去到蟹岛向诺博士报告，但诺博士对教授大白天造访和未能除掉邦表示愤怒，命令他用狼蛛再次尝试杀害邦。邦在狼蛛攻势中幸存下来，还设置陷阱拷问情报后将教授除掉。
斯特兰韦斯找到的放在夸瑞尔船上的岩石，检测出有放射性物质的痕迹，邦说服极不情愿的夸瑞尔跟自己去蟹岛。在岛上，邦邂逅了在收集贝壳的白色比基尼女郎赫尼·莱德尔。起初她对邦起了疑心，但很快就决定帮助邦和夸瑞尔前往内陆的开阔沼泽地。入夜后，三人遭到偽裝成“龙”的喷火装甲车的袭击。随后的枪战导致夸瑞尔被烧死，邦和莱德尔被俘。邦和莱德尔被消除放射性污染后，在房间里被迷昏。醒来后两人被押去见诺博士，博士透露自己是魔鬼黨（反情报、恐怖主义、复仇及勒索特殊机构）的一员，他正计划利用原子能无线电波束破坏卡纳维尔拉尔角的太空飞船发射。晚饭过后，莱德尔被带走，邦被卫兵揍了一顿。
邦从通风管道逃出牢房后，伪装成工作人员，前往控制中心。控制中心布满了高科技的仪器，地板下面就藏着原子反应堆，而博士正操控仪器。眼看美国火箭就要发射，邦立刻让反应堆超载，跟诺博士白刃，博士被推入反应堆，由於博士的手是义肢无法抓住支架，最终仍被反应堆的冷却槽中活活燙死。最后，莱德尔和邦乘船离开快要塌的洞穴。

## 角色
- 史恩·康納萊飾演詹姆士·龐德，代號007的軍情六處（MI6）情報員。

- 烏蘇拉·安德斯饰演赫妮·莱德尔（英语：Honey Ryder）（配音部分由妮基·范德賽爾（英语：Nikki van der Zyl）負責[1]，歌唱部分由黛安娜·寇布倫德（英语：Diana Coupland）負責[2]），当地潜水员，靠在迈阿密贩售牙买加贝壳谋生。

- 约瑟夫·怀斯曼（英语：Joseph Wiseman）饰演诺博士（英语：Julius No），該片的反派，魔鬼黨的成員之一，企图阻止美国火箭发射。

- 杰克·洛德（英语：Jack Lord）饰演菲利克斯·莱德（英语：Felix Leiter），与占士邦联络的CIA探员。

- 柏納德·李飾演M（英语：M (James Bond)），英國情報局的長官。

- 安東尼·道森（英语：Anthony Dawson）饰演教授R·J·邓特，地質學家

- 约翰·基玆米勒（英语：John Kitzmiller）饰演夸瑞尔，约翰·斯特兰韦斯雇用來去蟹岛收集岩石樣本的開曼群島人；在龐德抵達前，夸瑞尔還曾與菲利克斯·莱德合作。

- 泽娜·米歇尔（英语：Zena Marshall）饰演德罗小姐，斯特兰韦斯的秘书。

- 伊妮斯·蓋森飾演希爾維亞·崔區（配音部分由妮基·范德賽爾（英语：Nikki van der Zyl）負責[1]），在倫敦舉行的百家樂比賽與龐德首次相遇。

- 露易絲·麥斯威爾（英语：Lois Maxwell）飾演钱班霓，M的秘書。

- 彼得·伯顿（英语：Peter Burton）饰演布斯罗伊德上校，部門Q的負責人，專門為MI6情報員設計裝備。片中，他決定以華瑟PPK手槍取代龐德原先的貝瑞塔M1934。

- 蒂莫西·莫克西（英语：Timothy Moxon）饰演约翰·斯特兰韦斯（配音部分由勞勃·雷亞提（英语：Robert Rietti）負責[1]），MI6的特務，被称为「三只老鼠」的三名刺客殺害。

## 制作
亨利·萨尔兹曼剛收購小说的電影改编权時并没有通过计划。反倒是艾伯特·布洛克里想要小说的改编权，想从萨尔兹曼手中买过来。萨尔兹曼不想将改编权转让出去，于是联手制片。好莱坞许多制片方不愿资助这部电影，认为它们“太英式”，“色情戏明目张胆”:13。最终，两人拿到联藝電影的批准书，制作将于1962年上映的《第七號情報員》。萨尔兹曼和布洛克里还成立两个公司，一个是握有影片改编权的Danjaq，还有负责制作影片的Eon製片公司。萨尔兹曼和布洛克里的伙伴关系持续到1975年，当时拍摄《金枪客》（1974年）期间产生了激烈的分歧，两人关系紧张，萨尔兹曼把他的Danjaq股份转卖给了联藝電影。
起初，布洛克里和萨尔兹曼想将第8部邦德小说《雷霆万钧》拍成系列的第一部电影，但时值联合编剧凯文·麦克罗伊与伊恩·弗莱明有法律纠纷。结果，布洛克里和萨尔兹曼选择了《第七號情報員》:29。时机非常巧合，有传言称美国在卡纳维拉尔角的火箭测试出现了火箭坠落的问题。
制片方邀请盖伊·格林、盖·汉弥尔顿、沃尔·凯斯特和肯·休斯执导影片，均被拒绝。最终，他们签约在布洛克里的沃里克制片当过很长一段时间导演的特伦斯·扬。两人都认为，扬能营造出詹姆斯·邦德的真正印象，将角色的精髓从书中搬上大荧幕。扬推行的多个风格上的选择，一直被整个电影系列所沿用。他还决定注入幽默元素，在他看来，“片子充斥着大量性爱暴力等元素，倘若演得直接点，要么令人顿生厌恶感，要么永远别打算通过审查关。这一刻你就像喝了尿，厚颜无耻地吐舌头，似乎是在消怒气”。
制片人向联美寻求资助，但片方只能给出100万美元。后来，联美電影的英国分部额外出席100万拍摄诺博士老巢爆炸的高潮。预算低，结果音效剪辑只聘了一位，同时他也擔起一般情况下由两人中的另一人负责的对话和音效。许多场景的拍摄更加简陋，M办公室是纸板画的，门包裹着仿皮革塑料，搭建丹特会见诺博士的房间只花了745英镑，诺博士老巢的水族箱其实是将金鱼素材画面放大了。此外，美术指导賽德·肯恩在制作人员名单中没有找到他的名字，布洛克里不想花钱把片尾名单再做一遍，便送了一支金钢笔作为补偿。2005年，场景设计肯·亚当向英国《卫报》表示：
|  | 《第七號情報員》全片成本不到100万美元。我的预算是1.45万英镑。他们在牙买加忙着拍戏的时候，我就把松林制片厂的三个摄影棚给填满。诺博士公寓里的水族箱是假的，告诉你们真相很要命，因为我们的钱实在太少了。我们决定采用背景投影屏幕，搞来一些鱼的素材。我们没意识到，因为我们的钱不多，唯一能买的镜头便是金鱼尺寸的鱼，所以我们要打破尺寸，给邦德的对白加上一句谈放大的台词。我不了解诺博士品味不好的原因，我们便把当代的家具和古董放到一起。在我们看来，私藏被盗的艺术品，对诺博士来说可能是乐子，于是就用了当时依然不知去向的戈耶《威灵顿公爵肖像》。星期五，我去了国家美术馆拿到画作的幻灯片，为了赶上星期一开始的拍摄，我花了整个周末临摹戈耶的画作。看到它们公开示人的感觉很爽，但尽管它就像真的一样，它展示的时候，真品仍然被偷了。” |

### 编剧
布洛克里一开始聘请理查德·麦鲍姆和他的好友沃尔夫·曼科维茨创作《第七號情報員》的剧本，一定程度上是因为曼科维茨为布洛克里和萨尔兹曼的合约牵线搭桥:158。剧本初稿把大反派诺博士写成一只猴子，遭到否决:159:19。曼科维茨离开剧组后，麦鲍姆写了第二份版本，台词更接近小说。曼科维茨看到早期的冲突，害怕会演变成灾难，最终把他的名字从制作人员名单上去掉。後來，约翰娜·哈伍德和惊悚片编剧伯克利·马瑟接手麦鲍姆的剧本:286。特伦斯·扬稱哈伍德為剧本医生，她帮助把元素弄得更迎合一位英国演员的风格。哈伍德在《Cinema Retro》影片制作特辑的采访中声称她曾参与亨利·萨尔兹曼多个项目的剧本创作，表示她為《第七號情報員》和《来自俄罗斯的爱情》創作的剧本更加靠拢弗莱明的小说。
系列五十多年的历史长河中，只有少数几部作品高度还原小说，其中《第七號情報員》跟原版小说有很多相似之处，遵循原版剧情，但也有几个值得留意的例外。小说的几个主要元素在影片中漏掉，如邦德跟巨乌贼的恶斗，利用伪装成龙的沼泽车逃离诺博士的基地。而小说的几个元素在影片中被明显更换，例如用不会分泌毒液的捕鸟蛛取代蜈蚣；诺博士的秘密基地伪装成铝土矿而非海鸟粪采石场；诺博士密谋利用无线电波束破坏美国航空航天局在卡纳维拉尔角的火箭发射而非破坏美国在土耳其的导弹试验；诺博士是被滚烫的核反应堆冷凝水烫死而非被铝土槽掩埋；书中幽灵党的登场也遗漏掉:19。小说没有却加到电影中的元素有邦德在赌场登场、邦德半常规女友希爾維亞·崔區的亮相、跟敌人专车司机的对打、介绍夸瑞尔的斗殴场面、德罗小姐的诱奸、邦德回想起中情局盟友菲利克斯·莱德、诺博士的犯罪同伙丹特教授和邦德对丹特教授极具争议地冷酷谋杀:19。
偶尔，小说有些章节在影片中经过另类的阐述得到保留，将荒谬的元素带入剧情。例如，邦德从通风井逃出牢房的原本构想是诺博士测试邦德能力和忍耐力的诡计，在影片中成了真正的越狱。影片保留了小说的障碍越野训练，然而激流勇进和下油锅在剧本中没有正当理据。这样的不统一在往后的邦德电影中再度出现:19。

### 选角

#### 詹姆斯·邦德
最初，布洛克里和萨尔兹曼找加里·格兰特出演主角詹姆斯·邦德，但格兰特承諾只拍一部长片，他们只好放弃这个想法，决定另觅能参演系列电影的人选。理查德·约翰逊据称是导演的首选，但他和米高梅有约在身，便把邀约推了下来，打算离开。在电视连续剧《危险人物》中饰演间谍约翰·德雷克而深植人心的帕特里克·麦克古汉据称也是導演的人選之一。另一位潜在人选是在1967年的喜剧《皇家赌场》中坐正主角的大卫·尼文:202。
伊恩·弗莱明私底下想要设置几个不足为信的情节。据称，弗莱明偏爱演员理查德·托德。在他的自传《冰雪融化时》一书中，库比·布洛克里称罗杰·摩尔也是龐德的演員人選，但认为他“太嫩了，或许是形象太讨人喜欢”:165。而摩尔在他的自传《我的名字叫邦德》中称他从未提起要演邦德，直到1973年的《你死我活》:173。在电视连续剧《圣徒》中，摩尔饰演西蒙·邓普勒一角。该剧在英国首播的日子1962年10月4日，恰好是《第七號情報員》首映的前一天。
最终，制片人找时年30岁的肖恩·康纳利出演5部电影。一般的说法是，康纳利透过专门“寻找詹姆斯·邦德”的比赛赢得角色。這說法不真实，但比赛是有的。最終入圍決賽的6位選手需接受布洛克里、萨尔兹曼和弗莱明的上镜测验。优胜者是28岁模特彼得·安东尼，布洛克里说他有格里高利·派克般的气质，但被证实不契合角色:31。康纳利受邀会见布洛克里和萨尔兹曼时，样子肮脏不堪，一身满是褶子的衣服，不过康纳利带着一种男子汉不顾一切的态度“即兴表演且效果很好”:73。他走时，萨尔兹曼和布洛克里透过窗户目送他走进他的车，一致同意他是邦德的最佳人选:74。康纳利被选中后，特伦斯·扬拿下邦德裁缝和理发师一角，把他带入伦敦奢靡生活、餐厅、赌场和美色中。邦德小说作者雷蒙德·贝森写道，扬教这位演员“学会整洁，言语诙谐，最重要的是装酷”。

#### 次要角色
龐德系列電影中的首位龐德女郎赫妮·莱德尔原定由茱莉·克莉絲蒂飾演，但後來被替換，因為製片人認為她不夠性感:36。在拍攝開始2星期前，烏蘇拉·安德絲獲選飾演赫妮。製片人在看到她當時的丈夫約翰·德瑞克為她拍的照片後作出了此決定。因該角色是牙買加人，安德絲在身上塗了一層棕色顏料，讓她的外表更有說服力。由於安德絲操著一口濃厚的瑞士腔，於是她的聲音最後被配音員妮基·范德賽爾所取代。弗莱明希望他的朋友諾爾·寇威爾能來飾演龐德的對手诺博士，寇威爾的回覆是「不！不！不！」:16弗莱明認為，克里斯多福·李是飾演诺博士的優秀人選，但弗莱明告訴製片方時，製片方已選擇了约瑟夫·怀斯曼。哈利·薩爾茨曼因懷斯曼在《偵探故事》（1951年）中的表現而選擇了他。懷斯曼在拍戲時有化妝，以呈現出诺博士的華人外表。
傑克·洛德獲選擔任首位飾演菲利克斯·莱德的演員。該片是龐德與莱德的首次相遇，莱德並非小說中的人物。莱德亦出現在未來的多部電影中。2006年，《007首部曲：皇家夜總會》重啟龐德系列電影時，龐德與莱德在片中仍是首次相遇。洛德僅飾演過莱德一次。洛德要片商給出更高的片酬才答應回歸《007：金手指》（1964年），因此被換掉。
除此之外，演員陣容中還有一些即將成為系列電影支柱的演員，例如飾演龐德的上司M的柏納德·李。李之後又陸陸續續出演了其他10部龐德電影。在片中飾演钱班霓的女演員露易絲·麥斯威爾在之後共出演了14部龐德電影:75。

### 拍攝
《第七號情報員》背景設定為英国伦敦、牙买加金斯敦區及虚构岛屿蟹岛。牙买加的拍摄于1962年1月16日开始。主要场景有蟹岛和金斯顿的外景，担任美术指导席德·该隐设计了龙坦克。片中出现了弗莱明的黄金眼地产，弗莱明经常带朋友来这里探班。大部分场景拍摄于奥拉卡贝萨，也有一部分摄于圣安德鲁的皇家港。2月21日，出于天气变化的缘由，摄制组带着设备离开牙买加，电影仍未开拍。五天后，摄制组在英国白金汉郡的松林制片厂拍摄，肯·亚当设计了诺博士基地、通风管道和英国秘密情报局总部等场景。该制片厂在后来的许多007电影中都用到过。亚当拍摄电影的预算为14500镑（今261917镑），随后制片人提供了额外的6000镑。在58天的摄影后，主要摄影于1962年3月30日关机。
狼蛛在邦德身上爬的场景，起初设计是让肖恩·康纳利躺在钉在墙上的床上，用防护玻璃隔着蜘蛛和邦德，但导演不喜欢出来的效果，后来就将狼蛛直接放在肖恩的替身鲍勃·西蒙斯身上。西蒙斯将这一幕形容为他所参与拍摄的电影中，最为可怕的特技。原著中有一个场景，赫尼跟螃蟹被五花大绑，饱受折磨，但由于拍摄电影是加勒比海的螃蟹处于休眠期，该场景被改成赫尼慢慢被淹。西蒙斯还担任本片的动作指导，他采用了粗暴的格斗风格。由于注意到诺博士的凶残，以及邦德谋杀邓特时的冷血，英国电影分级委员会给予本片“A”评级——即未成年人要在成人的指引下观看。
片中有一场景，跟诺博士共进晚餐时，邦德看到戈雅的画作《威灵顿公爵像》十分惊讶，其实这幅曾存放在英国国家美术馆的画作，早在电影拍摄前已被一位60岁的业余小偷盗走。肯·亚当斯跟美术馆的工作人员接触后，得到了画作的幻灯片，并花了整个周末复制画作，以赶在星期一开工前完成。
剪辑皮特·R·亨特采用广泛使用的快速切换剪辑技术，并为动作场面配上夸张音乐。

## 影響

### 环球邦德日
本片上映50年后的2012年10月5日，Eon在世界各地举办一系列活动庆祝“环球邦德日”，活动包括放映邦德电影的影展、系列电影纪录片和网上慈善拍卖。其他活动则在多伦多国际电影节和现代艺术博物馆举行。纽约与洛杉矶均举办邦德电影音乐会。当天英国夏令时0:07，2012年邦德电影共同主题曲《Skyfall》发行。

### 註腳
1. 1 2 3  . Screenonline. British Film Institute.   [2011-06-09]. （原始内容存档于2011-08-04）.
2. ↑  . BBC News. 2006-11-10  [2011-06-07]. （原始内容存档于2007-08-16）.
3. 1 2  Pfeiffer, Lee; Worrall, Dave. . London: Boxtree. 1998. ISBN 978-0-7522-2477-0.
4. 1 2 3 4 5 6 7   (DVD). Dr. No (Ultimate Edition, 2006): MGM Home Entertainment. 1999.
5. ↑  Parkinson, David. . Oxford Dictionary of National Biography (Oxford: Oxford University Press). 2011-01  [2012-12-01]. doi:10.1093/ref:odnb/63151. （原始内容存档于2019-07-01）.
6. 1 2  Cork, John; Scivally, Bruce. . London: Boxtree. 2002. ISBN 978-0-7522-6498-1.
7. ↑  Dodds, Klaus. . Geopolitics. 2005, 10 (2): 266–289. doi:10.1080/14650040590946584.
8. ↑  Rigby, Jonathan. . NFT Interviews. British Film Institute.   [2011-06-07]. （原始内容存档于2011-06-29）.
9. ↑  Young, Terence.  (DVD). Dr. No (Ultimate Edition, 2006): MGM Home Entertainment. 1999.
10. 1 2  Cork, John.  (DVD). Dr. No (Ultimate Edition, 2006): MGM Home Entertainment. 1999.
11. ↑  Wanstall, Norman.  (DVD). Dr. No (Ultimate Edition, 2006): MGM Home Entertainment. 1999.
12. ↑  Adam, Ken.  (DVD). Dr. No (Ultimate Edition, 2006): MGM Home Entertainment. 1999.
13. ↑  Dee, Johnny. . The Guardian (London). 2005-09-17  [2017-05-10]. （原始内容存档于2016-03-10）.
14. ↑  Cain, Syd.  (DVD). From Russia With Love (Ultimate Edition, 2006): MGM Home Entertainment. 1999.
15. ↑  Dee, Johnny. . The Guardian (London). 2005-09-17  [2016-03-10]. （原始内容存档于2016-03-10）.
16. 1 2 3  Broccoli, Albert R. . London: Boxtree. 1998. ISBN 978-0-7522-1162-6.
17. 1 2 3 4  Smith, Jim. . London: Virgin Books. 2002. ISBN 978-0-7535-0709-4.
18. ↑  McGilligan, Patrick. . University of California Press. 1986. ISBN 978-0-520-05689-3.
19. ↑  Johanna Harwood Interview. Movie Classics # 4. Solo Publishing. 2012
20. ↑  . Cinema Retro.   [2011-06-13]. （原始内容存档于2011-09-23）.
21. ↑  Barker, Dennis. . The Guardian (London). 2009-01-14  [2017-08-26]. （原始内容存档于2017-02-26）.
22. ↑  Macintyre, Ben. . London: Bloomsbury Publishing. 2008. ISBN 978-0-7475-9527-4.
23. ↑  . The Daily Telegraph (London). 2009-12-04  [2011-06-08]. （原始内容存档于2021-01-26）.
24. ↑  Moore, Roger. . London: Michael O'Mara Books. 2008. ISBN 978-1-84317-318-2.
25. ↑  Clark, Anthony. . Screenonline. British Film Institute.   [2011-06-15]. （原始内容存档于2011-06-21）.
26. 1 2  Bray, Christopher. . London: Faber and Faber. 2010. ISBN 978-0-571-23807-1.
27. ↑  Gayson, Eunice.  (DVD). Dr. No (Ultimate Edition, 2006): MGM Home Entertainment. 1999.
28. ↑  Benson, Raymond. : 7.. In Yeffeth 2006.
29. ↑  Lisanti, Tom; Paul, Louis. . Jefferson, North Carolina: McFarland & Company. 2002. ISBN 978-0-7864-1194-8.
30. ↑  . Total Film. 2005-05-01  [2014-01-28]. （原始内容存档于2007-06-12）.
31. ↑  . The Independent (London). 2009-10-27  [2017-08-27]. （原始内容存档于2015-09-25）.
32. ↑  Goldberg, Lee. . Starlog. 1983-03, (68): 26.
33. ↑  Caplen, Robert. . Bloomington, Indiana: Xlibris. 2010. ISBN 978-1-4535-1282-1.
34. ↑  . First Showing.   [2013-04-23]. （原始内容存档于2013-05-16）.
35. ↑  . 每日电讯报.   [2014-07-06]. （原始内容存档于2020-11-21）.
36. ↑  . Cleveland.com.   [2013-04-23]. （原始内容存档于2014-02-02）.
37. ↑  . Eon Productions. 2012-10-01  [2012-10-01]. （原始内容存档于2012-12-06）.

### 來源
- Balio, Tino. . University of Wisconsin Press. 1987. ISBN 978-0-299-11440-4.
- Barnes, Alan; Hearn, Marcus. . Batsford Books. 2001. ISBN 978-0-7134-8182-2.
- Benson, Raymond. . London: Boxtree Ltd. 1988. ISBN 978-1-85283-233-9.
- Black, Jeremy. . University of Nebraska Press. 2005. ISBN 978-0-8032-6240-9.
- Burlingame, Jon. . Oxford: Oxford University Press. 2012  [2017-05-10]. ISBN 978-0-19-986330-3. （原始内容存档于2021-02-26）.
- Cain, Syd. . London: Reynolds & Hearn. 2005. ISBN 978-1-905287-03-1.
- Chapman, Jame s. . London/New York City: I.B. Tauris. 2007. ISBN 978-1-84511-515-9.
- Comentale, Edward P; Watt, Stephen; Willman, Skip. . Indiana University Press. 2005. ISBN 978-0-253-21743-1.
- Cork, John; d'Abo, Maryam. . London: Boxtree. 2003. ISBN 978-0-7522-1550-1.
- Lindner, Christoph. . Manchester University Press. 2009. ISBN 978-0-7190-6541-5.
- Peary, Danny. . New York City: Simon & Schuster. 1986. ISBN 978-0-671-61081-4.
- Pedersen, Stephanie. . Newton Abbot: David & Charles. 2004. ISBN 978-0-7153-2067-9.
- Rubin, Steven Jay. . Westport, Conn: Arlington House. 1981. ISBN 978-0-87000-523-7.
- Rubin, Steven Jay. . New York: McGraw-Hill Contemporary. 2002. ISBN 978-0-07-141246-9.
- Simpson, Paul. . London: Rough Guides. 2002. ISBN 978-1-84353-142-5.
- Tesche, Siegfried. . Berlin: Henschel Verlag. 2002. ISBN 978-3-89487-440-7.
- Yeffeth, Glenn (编). . Dallas, Texas: BenBella Books. 2006. ISBN 978-1-933771-02-1.

## 外部連結
- 互联网电影数据库（IMDb）上《鐵金剛勇破神秘島》的资料（英文）
- 爛番茄上《鐵金剛勇破神秘島》的資料（英文）
- Box Office Mojo上《鐵金剛勇破神秘島》的資料（英文）
- 豆瓣电影上《鐵金剛勇破神秘島》的資料 （简体中文）
- TCM电影资料库上《鐵金剛勇破神秘島》的资料（英文）
- AllMovie上《鐵金剛勇破神秘島》的资料（英文）